# Amédée Peyroux
Louis Amédée Peyroux est un médecin et un homme politique français, né le 29 août 1872 à Peyrehorade (Landes) et décédé le 22 décembre 1944 également à Peyrehorade.

## Des Landes à la Normandie
A priori, rien ne semblait prédisposer cet homme à mener une carrière politique, qui plus est en Normandie. Né en effet dans les Landes, à Peyrehorade, au 45 rue Lembarry, le 29 août 1872, de Louis Peyroux (1834-1914), huissier, et de Jeanne Pauline Laforêt (1849-1929), il fait d’abord ses études au lycée de Bayonne. Il se marie à Bayonne le 7 octobre 1897 avec Marie Élisabeth Élina Berthe Cavade (1878-1948). Le couple demeure en 1897 au 28 rue Lormand, à Bayonne. Ils auront au moins deux enfants : Marcel (né en 1898) et Simone (née en 1899). 
Après de brillantes études médicales (il fut lauréat de l’Institut et de l’Académie de médecine), il poursuit son cursus à l’École de médecine militaire de Lyon, puis à l’hôpital du Val-de-Grâce de Paris. Il y obtient le titre de chef de clinique chirurgicale. Nommé médecin aide-major en octobre 1895, il est d’abord envoyé au 119e régiment d'infanterie à Paris puis au Havre. Promu médecin-major de 1re classe en 1901, il est affecté ensuite auprès des compagnies du 24e régiment d'infanterie qui stationnent à Elbeuf (à l’époque département de Seine-Inférieure), dans la caserne Bachelet-Damville. 
Il semble s’être plu dans cette cité industrielle (qui est alors la troisième du département), puisqu’il démissionne de l’armée en décembre 1902 et s’y installe comme médecin généraliste. Il se fait connaître et apprécier des habitants par son aménité et ses talents, et s’occupe aussi du Bureau de bienfaisance. Il acquiert ainsi progressivement une notoriété certaine et un réseau de sympathies. Il prononce quelques conférences publiques et publie également des articles dans le journal local L’Elbeuvien. 
Il s’implique beaucoup, notamment, dans une polémique locale après l’instauration de la « Goutte de lait », service de distribution de lait stérilisé, décidée par  le conseil municipal en 1898 (à l’imitation de celui créé par la ville de Fécamp en 1894). Le Dr Lourier, médecin attaché à cette institution, vante les mérites du lait stérilisé ; Amédée Peyroux, partisan de l’allaitement maternel, estime au contraire que « le nombre des enfants atteints par la diarrhée a été supérieur après ». Surtout, il démontre que le Dr Lourier, qui se présente aux élections municipales de 1904 sur la liste de Charles Mouchel (et sera élu), a exagéré les effets bénéfiques de la « goutte de lait », en truquant la présentation des statistiques annuelles de la mortalité infantile. En 1903, lors du XIVe Congrès international de médecine tenu à Madrid du 23 au 30 avril, A. Peyroux présente une communication critique sur « Les gouttes de lait » et pareillement 1904, au Congrès national périodique de gynécologie, d’obstétrique et de pédiatrie, qui se tient à Rouen du 5 au 10 avril en l’hôtel des Sociétés savantes.

## Carrière politique
Lorsque le député-maire d’Elbeuf, Charles Mouchel, se suicide en 1911, la gauche locale, désemparée, n’a pas de candidat localement bien implanté. Sollicité apparemment par des représentants de la Droite et les comités « républicains progressistes » (c’est-à-dire en fait conservateurs) – car aucun manufacturier ou notable local n’a eu le courage d’affronter les électeurs – Amédée Peyroux se présente alors à l’élection législative partielle du 4 février 1912. La campagne électorale est intense et passionnée. Bien que Jean Jaurès en personne (énorme meeting au cirque-théâtre le 17 janvier) soit venu soutenir Ernest Poisson, avocat, délégué à la propagande de la SFIO de 1907 à 1912, A. Peyroux arrive en tête au premier tour. Il est élu finalement élu au second avec 6 333 voix contre 5 727 à E. Poisson. Il n’a pas encore 40 ans et débute ainsi, sans avoir jamais exercé d’autres mandats au préalable, une assez longue carrière politique en tant que député de la 3e circonscription de Rouen, c’est-à-dire en fait celle des cantons d’Elbeuf et de Grand-Couronne.
Mandats successifs :
- Du 4 février 1912 au 31 mai 1914 (Xe législature), membre du groupe des Républicains progressistes
- Du 10 mai 1914 au 7 décembre 1919 (XIe législature), inscrit au groupe de la Fédération républicaine
- Du 16 novembre 1919 au 31 mai 1924 (XIIe législature), groupe de l’Entente républicaine démocratique
- Du 11 mai 1924 au 31 mai 1928 (XIIIe législature), groupe de l’Union nationale républicaine et démocratique

Au Palais Bourbon, il siège alors sur les bancs des « progressistes », de 1912 à 1919, c'est-à-dire en fait de la Droite. C’est un conservateur et un nationaliste. Il vote pour Raymond Poincaré, soutient les gouvernements Briand et Barthou, et se prononce pour la liberté de conscience ou la liberté d’enseignement.
Aux élections législatives générales de 1914, il se présente comme un « honnête homme », « à l’heure tragique où des ministres ont mis leurs fonctions au service de financiers véreux » et comme « un ami des travailleurs ». Après avoir tenté dans sa profession de foi de rallier un maximum d’électeurs, il l’emporte à nouveau, mais cette fois-ci avec une très faible avance, par 6 763 voix contre 6 469. 
Mobilisé durant la Grande Guerre, il est fait chevalier de la Légion d'honneur à compter du 11 août 1916. Il est alors médecin major de 1re classe de réserve à la région Nord ; il sera nommé médecin major de 2e classe (Gouvernement militaire de Paris), en 1919. 
À partir du 26 décembre 1918, il passe dans le cadre de réserve. Il est par la suite élevé au rang d’officier de la Légion d’honneur, par décret du 6 novembre 1925. Son brevet de réception lui est remis par le colonel Girod, un député et aussi un ami (Amédée Peyroux est alors médecin principal de 2e classe de réserve, rattaché au 3e corps d’armée).  Son dossier signale qu’il a également obtenu la croix de guerre 1914-1918.
Il est réélu à la Chambre « bleu horizon », lors des élections de novembre 1919 sur la liste présentée en Seine-Inférieure par l'Union nationale républicaine et démocratique, emmenée par Jules Siegfried, député du Havre. Celle-ci est entièrement élue ; ses membres obtiennent en moyenne 95 000 suffrages (et Peyroux 95 101), les candidats socialistes ne dépassant guère les 40 000 voix.
Il l’emporte à nouveau en 1924 sous l’étiquette de l’Union républicaine démocratique à laquelle il appartient de 1919 à 1928 (en fait, il s’agit de la même obédience que la liste précédente), face à l’union des Gauches. Membre de la Fédération républicaine jusqu’en 1925, il semble se rapprocher ensuite des radicaux.
Mais aux élections législatives de 1928, Amédée Peyroux, se présente curieusement en candidat indépendant. Il est alors battu par le candidat socialiste, René Lebret.

## Activités parlementaires
Incontestablement, Amédée Peyroux fut un député très actif. Dès son entrée à la Chambre, où il occupe un poste de secrétaire de 1912 à 1914, il devient membre de la Commission de l'hygiène, dont il sera plus tard vice-président, et au sein de laquelle il fait preuve d’une très grande énergie. Il est également secrétaire de la Commission de l’assurance et de la prévoyance sociale, puis membre de la Commission de l’hygiène, des travaux publics et du travail et de la Commission des mines.
Il multiplie les propositions de loi, amendements et rapports, intervenant principalement sur des questions de santé, en rapport avec son domaine de compétence. Durant son premier mandat, il obtient la création d’une médaille de vermeil pour les vieux serviteurs et d’une médaille d’or pour les vieux ouvriers, mais surtout fait étendre la loi sur le repos des femmes en couches aux 4 millions d’ouvrières travaillant à domicile et à toutes celles sans ressources ne pouvant se livrer à aucun travail. Il fait insérer dans la loi sur les maladies professionnelles le libre choix du médecin par l’ouvrier (et prône l’expertise contradictoire et un demi-salaire pour les accidentés du travail) et participe aussi à une polémique entre médecins à propos de l’indemnisation des maladies professionnelles. Il vote un certain nombre de lois sociales (limitation du travail journalier à 10 heures, salaire minimum, allocations aux familles nombreuses…) et demande même la semaine anglaise. Par contre, il vote contre le droit donné aux préfets de limiter les débits de boissons (apparemment au nom de la liberté de commerce), et se prononce pour l’établissement d’une surtaxe sur les grands magasins ou les magasins à succursale multiples. Il vote bien sûr en faveur de la loi des trois ans (1913).
Certaines de ses propositions dénotent des tendances nationalistes : il dépose ainsi un projet de loi tendant à restreindre l’accès de l’internat des hôpitaux aux « non Français » et veut défendre les dentistes contre les étudiants de nationalité étrangère qui transforment leur diplôme universitaire en diplôme d’État.
Durant la Première Guerre, tout en étant mobilisé comme médecin militaire, il revient fréquemment à la Chambre et intervient fréquemment sur les problèmes de santé et d'hygiène publiques : réglementation de la vente des spécialités pharmaceutiques, protection des femmes en couches et des enfants du premier âge, organisation du service de santé des armées, droits à pension des mutilés et des veuves de guerre, etc.
En 1915, il présente une proposition de loi tendant à rendre la vaccination et le rappel antivarioliques obligatoires à tous les âges. Il soumet à la Chambre plusieurs projets de loi concernant les femmes en couches, la puériculture, l’attribution de pensions aux veuves et orphelins de médecins morts en soignant des épidémies au même titre que ceux victimes de combats et intervient au sujet de l’organisation du service de santé des armées, des droits des mutilés et veuves de guerre.
En août 1915, il interpelle le gouvernement qui a fait venir 300 infirmières militaires anglaises (pour une dépense totale de 892 000 frs) au lieu de recourir aux services de religieuses françaises. Son intervention, remarquée, suscite quelque temps plus tard une vive réponse de Miss Fenwick, présidente du National Council des infirmières diplômées d’Angleterre et d’Irlande, qui qualifie ses critiques d’injustes et d’insupportables. 
Le 21 décembre 1915, il interpelle à la Chambre le ministre de la Guerre sur la question  des engagements spéciaux des exemptés et réformés par l’armée pour des emplois sédentaires et à diverses reprises le gouvernement à propos du ravitaillement de l’arrière.
Le 25 janvier 1917, en compagnie d’autres députés, il dépose un projet de résolution « relative aux études entreprises par les étudiants français prisonniers de guerre internés en Suisse ». La même année, il demande que la croix de guerre soit attribuée à tous les officiers, sous-officiers et soldats ayant 24 mois de présence en premières lignes. En 1919, la Chambre vote son amendement prévoyant 5 croix de commandeur, 60 croix d’officier et 600 croix de chevaliers pour les médecins civils, les infirmières et les administrateurs des hôpitaux ayant soigné des blessés durant le conflit. 
Durant ses divers mandats, il s’intéresse aussi tout particulièrement à un autre thème qui lui est cher, celui de la dépopulation. En 1901, il publie une remarquable analyse de la mortalité elbeuvienne (adulte et surtout infantile), étayée par des statistiques annuelles et mensuelles et de nombreux graphiques, dans laquelle il compare différentes villes pourvues ou non d’industries  textiles. En 1912, il pose une question écrite au ministre des Finances concernant la composition de la commission instaurée au sujet de la dépopulation. Lors de la séance du 12 juin 1913 à la Chambre, il s’attache à prouver à ses collègues la réalité de l’inégalité de la mortalité infantile entre les familles ouvrières et les familles bourgeoises : « Si nous prenions, en Seine-Inférieure, une ville agricole et bourgeoise, Yvetot, nous voyons que 187 enfants de moins d’un an meurent proportionnellement à 1 000 décès de tout âge… Prenons maintenant des villes ouvrières. À Elbeuf, la mortalité infantile est de 238 pour 1 000 ; à Petit-Quevilly, elle est de 350 pour 1 000… Ma thèse est donc surabondamment démontrée. » Lutter contre cette surmortalité dans les familles ouvrières permettrait selon lui de réduire le déficit de la natalité au niveau national. 
Le 12 septembre 1916, il propose une pension annuelle viagère « à titre de récompense nationale » aux pères et mères de familles nombreuses (sans préciser le nombre d’enfants). Il réitère cette proposition en novembre 1917, pour les parents ayant moins de 4 000 frs de revenus annuels, et évoque également la croix de la Légion d’honneur pour les mères de 12 enfants et plus qui en seront dignes ou même le droit de vote pour toute Française âgée d’au moins 21 ans mère ne serait-ce que d’un enfant. (Or, proposer ainsi la possibilité de voter à toutes les mères de familles est assez révolutionnaire à son époque). Il suggère encore d’accorder un « vote pluriel » (droit à deux suffrages) à tout père de famille de 5 enfants vivants. Il prône enfin des dégrèvements fiscaux pour les familles nombreuses et l’attribution d’habitations à bon marché (H.B.M.). Toutes ces mesures contribueraient, selon lui, à stimuler la « quantité et la qualité de la natalité ».
Mais il s’insurge en même temps contre l’instauration de l’impôt sur le revenu (créé en 1914, appliqué en 1916), qu’il juge « vexatoire et inquisitorial ». Parmi ses interventions d'un caractère plus politique, on relèvera celle qu'il consacre, en 1917, à l'affaire Bolo-Pacha, notamment pour reprocher à la censure d'avoir fait preuve d'une trop grande mansuétude à l'égard de certains journaux et d'une trop grande rigueur à l'égard d'autres. Au cours du même débat, il est amené à exposer les conditions dans lesquelles il a lui-même publié un article dans Le Bonnet rouge, avant de réserver sa collaboration à l'hebdomadaire satirique La Grimace, qu'il dirige avec ses collègues Charles Bernard et Louis Turmel, et dont il définit la tendance comme « jusqu'auboutiste ».
À la fin de la guerre, il dépose le 29 novembre 1918 une proposition de résolution (en compagnie des députés Charles Bernard, Camille Blaisot et Henri Tournade) « concernant le remboursement par l’Allemagne des loyers échus des mobilisés ». Il demande aussi, à plusieurs reprises dans les années 1920, l’exécution rigoureuse des clauses de réparations prévues par le traité de Versailles. Il intervient également sur des sujets très variés, comme la situation administrative et financière de l’Afrique Occidentale Française ou le budget des colonies, la crise du charbon, le protocole de Spa ou l’occupation de la Ruhr. Dès 1927, il exprime aussi ses inquiétudes devant la crise économique dont il pressent l’imminence.
On trouvera la liste exhaustive de ses multiples interventions à la Chambre dans la table nominative des débats et publications de l’Assemblée pour la XIe législature (1914-1919).
On note en revanche peu d’interventions relatives à la situation de sa circonscription, mis à part une polémique avec Isidore Maille, ancien député, concernant la reconstruction du barrage de Martot. Contrairement à tous ses prédécesseurs, il semble notamment s’être montré presque totalement étranger aux préoccupations du textile elbeuvien (il paraît dépourvu de connexions avec le milieu patronal), promettant seulement « d’exiger » le passage par Elbeuf de l’hypothétique 2ème ligne de chemin de fer de Paris au Havre.
À l’évidence, il a aimé d’emblée sa fonction de député, n’hésitant pas à déclarer à ses électeurs dès 1914 : « Sans cesse, j’eus la satisfaction très grande d’être écouté avec attention, souvent applaudi par mes collègues. Ce jugement de mes pairs sera le suprême honneur de ma vie ! »
Lorsqu’il perd son siège, il a 56 ans. Cet échec marque la fin de sa carrière politique. A-t-il été ulcéré de cette défaite ou affecté par certains propos de campagne ? Ou bien a-t-il désiré tout simplement profiter de cette retraite politique pour regagner sa ville d’origine ? Toujours est-il qu’il semble alors avoir quitté assez vite Elbeuf et la Normandie. Il décède le 29 décembre 1944, rue d’Alsace-Lorraine, à Peyrehorade, âgé de 72 ans.

## Distinctions
- Officier de la Légion d'honneur (6 novembre 1925)
- Croix de guerre 1914–1918

## Écrits d’Amédée Peyroux
On peut les classer en trois catégories : ceux concernant ses activités parlementaires, ceux se rattachant à ses activités médicales et des écrits polémiques ou satiriques.

### Écrits parlementaires
- Interpellation du Dr A. Peyroux au sujet de la reconstruction du barrage de Martot, Chambre des députés, séance du 10 février 1914, Elbeuf, Impr. H. Saint-Denis, [1914], Extrait du Journal officiel, 2 p. ((BNF 31097414)).
- Le barrage de Martot. Réponse à la lettre ouverte de M. Maille, ancien député, Impr. G. Heullant, s.d., 2 p. ((BNF 31097413)).
- Recueil de pièces relatives à une polémique entre MM. Isidore Maille et le Dr Amédée Peyroux, au sujet du barrage de Martot, Elbeuf, Impr. de G. Heullant, [s.d.] ; Comprend : 1) Extrait du Journal officiel. Chambre des députés. Séance du mardi 10 février 1914 : Lettre ouverte à M. Peyroux, député, signée Isidore Maille ; 2) Le Barrage de Martot, réponse à la lettre ouverte de M. Maille, ancien député, signée Dr Amédée Peyroux ((BNF 34122392)).
- Proposition de loi de M. Amédée Peyroux et de plusieurs de ses collègues, tendant à modifier la loi du 5 août 1914 sur les allocations aux familles nécessiteuses dont le soutien serait appelé ou rappelé sous les drapeaux, 1914.
- Recueil des discours et travaux parlementaires du Dr Amédée Peyroux (…), Elbeuf, Impr. de L’Impartial, 1914, 206 p. ((BNF 31097415) et (BNF 34064017)).

### Écrits médicaux
- Des affections du grand angle de l’œil capable de simuler une maladie des voies lacrymales [s. l. n. d.], thèse de doctorat de Médecine, Lyon, 1894-1895, no 962 ((BNF 36920055)).
- Étude sur les vaccinations du 119e régiment d’Infanterie de 1897 à 1900, Paris, 1900 (honoré d’une médaille d’argent du ministre de l’Intérieur, sur la proposition de l’Académie de Médecine).
- Étude sur les causes de la dépopulation rapide d’Elbeuf pendant les dix dernières années (1891-1900). Moyens d’y remédier, Elbeuf, Impr. Gaston Bollen, 1901, 59 p. (Elbeuf, Centre d’Archives Patrimoniales, BH 1799).
- « Épiploïte prise pour un étranglement herniaire : intervention, cure radicale, guérison », Archives provinciales de chirurgie, Paris, juin 1901.
- « Frédéric Nietzsche, paralytique général (Essai clinique) », La Chronique médicale, no 18, 1911, p. 481-485.
- Il publia aussi « des études documentées sur les nourrissons que M. Picard, de l’Académie des sciences, loua fort dans son rapport sur l’attribution du prix Montyon »[33].

### Écrits polémiques ou satiriques
- Participation au Bonnet Rouge, quotidien républicain publié à Paris.
- Journal La Grimace, satirique, politique, littéraire, théâtrale, comité de direction Charles Bernard, Amédée Peyroux, Louis Turmel et Léo Poldès (directeur de publication en 1916-1919) ; dessins de Georges Gros, Paris, 1916-1924 ; périodicité : d’abord hebdomadaire, puis 3 n° par mois, puis bimensuel ((BNF 32784054)).
- Préface de l’ouvrage de Marcel Leroux, Si l'on tuait Monsieur Lebureau (La Machine à pulvériser le "Badernisme"), Paris (106, rue de Richelieu), [éditeur inconnu], 1918, 46 p.